# Stéphane Pétilleau
Stéphane Pétilleau, nacido el 17 de febrero de 1971 en Château-du-Loir, es un ciclista francés, que fue profesional de 1995 a 2007, aunque también se ha recalificado como amateur desde 1999 hasta 2004, siendo uno de los mejores ciclistas franceses en esta categoría.

## Palmarés
| 1994 (como amateur) - Tro Bro Leon 1995 - Dúo Normando (con Emmanuel Magnien) 1999 (como amateur) - Boucles de la Mayenne - 1 etapa del Tour de Bretaña 2000 (como amateur) - Boucles de la Mayenne 2002 (como amateur) - 1 etapa del Tour de Moselle | 2003 (como amateur) - Gran Premio de Marbriers 2004 (como amateur) - Gran Premio de Beuvry-la-Forêt 2005 - 1 etapa del Tour de Normandía - Tour de Bretaña, más 1 etapa - 1 etapa de la Ruta del Sur 2006 - 1 etapa de la Estrella de Bessèges - 1 etapa del Tour de Normandía |

## Resultados en Grandes Vueltas y Campeonatos del Mundo
| Carrera         | 1995 | 1996 | 1997 | 1998 | 1999 | 2000 | 2001 | 2002 | 2003 | 2004 | 2005 | 2006 | 2007 |
| --------------- | ---- | ---- | ---- | ---- | ---- | ---- | ---- | ---- | ---- | ---- | ---- | ---- | ---- |
| Giro de Italia  | Ab.  | 55.º | -    | -    | -    | -    | -    | -    | -    | -    | -    | -    | -    |
| Tour de Francia | -    | -    | -    | -    | -    | -    | -    | -    | -    | -    | -    | -    | -    |
| Vuelta a España | -    | -    | Ab.  | Ab.  | -    | -    | -    | -    | -    | -    | -    | -    | -    |
| Mundial en Ruta | -    | -    | -    | -    | -    | -    | -    | -    | -    | -    | -    | -    | -    |

-: no participa

Ab.: abandono